# Просто ещё одна девушка, принимающая противозачаточные таблетки
«Просто ещё одна девушка, принимающая противозачаточные таблетки» (англ. Just Another Girl on the I.R.T.) — американский кинофильм 1992 года. Режиссёром, сценаристом и продюсером выступила Лесли Харрис. На сегодняшний день[какой?] эта работа остаётся единственной её кинолентой.

## Сюжет
Шантель Митчелл — 17-летняя афроамериканская школьница из Бруклина. Она довольно смышлёная и открытая, хотя её острый язык, избыточное самомнение и некоторая наивность порой ей вредят. Она отчаянно мечтает выкарабкаться из своего бедного квартала, пойти в колледж и стать врачом.
Её семью составляют родители, выходцы из рабочего класса, борющиеся с трудностями, и два младших брата. Вместе со своей мамой, работающей днём, и отцом, трудящимся в ночную смену и, поэтому весь день спящим, Шантель заботится о своих братьях, одновременно ходя в школу и подрабатывая в местном гастрономе.
Учась только на «хорошо» и «отлично», она, тем не менее, стремится завершить обучение в школе как можно скорее, чтобы побыстрей поступить в колледж, чем сильно расстраивает своих учителей. Помимо конфликтов со школьной администрацией сбыться её мечте мешает романтическая увлечённость Тайроном, казалось бы, обеспеченным парнем.

## В ролях
- Эрайэн Джонсон — Шантель Митчелл
- Кевин Тигпен — Тайрон
- Эбони Джеридо — Натит
- Чекита Джексон — Пола
- Джерард Вашингтон — Джерард
- Тони Уилкс — Оуэн Митчелл

## Награды и номинации
Список наград приведён в соответствии с данными IMDb.
| Год  | Премия                                  | Категория                                               | Имя            | Результат |
| ---- | --------------------------------------- | ------------------------------------------------------- | -------------- | --------- |
| 1993 | Фестиваль американских фильмов в Довиле | Специальный приз жюри                                   | Лесли Харрис   | Номинация |
| 1993 | Gotham Awards                           | Лучший дебют режиссёра                                  | Лесли Харрис   | Победа    |
| 1993 | Кинофестиваль «Сандэнс»                 | Специальный приз жюри (за дебютный драматический фильм) | Лесли Харрис   | Победа    |
| 1993 | Кинофестиваль «Сандэнс»                 | Главный приз жюри — драма                               | Лесли Харрис   | Номинация |
| 1994 | Независимый дух                         | Лучшая женская роль                                     | Эрайэн Джонсон | Номинация |

Аббревиатура I.R.T. в названии фильма расшифровывается как Interborough Rapid Transit Company. Это обозначение относится к линии Лексингтон-авеню нью-йоркской подземки, расположенной в районе местожительства главной героини киноленты.